# RWBY
RWBY (pronuncia-se "Ruby") é uma websérie de animação influenciada por animes criada por Monty Oum para a produtora Rooster Teeth Productions. A série é ambientada no mundo ficcional de Remnant, um mundo preenchido com as forças sobrenaturais. A série narra sobre a Equipa RWBY, formada por Ruby Rose (Lindsay Jones), Weiss Schnee (Kara Eberle), Blake Belladonna (Arryn Zech) e Yang Xiao Long (Barbara Dunkelman). O primeiro episódio foi lançado no sítio eletrónico Rooster Teeth em 18 de julho de 2013, após uma projeção exclusiva na convenção RTX. O segundo volume estreou em 4 de julho de 2014 na RTX e ao público em geral em 24 de julho do mesmo ano.
Após anunciada, a série tornou-se um sucesso viral, resultando em muitos cosplays e adaptações de fãs. Uma dessas adaptações, foi o jogo eletrónico RWBY: Grimm Eclipse, que posteriormente foi adotado pela Rooster Teeth e lançado em 2016. A Rooster Teeth também produziu uma animação cômica estrelando versões chibi do elenco, RWBY Chibi. RWBY se tornou o primeiro anime americano (Murikanime) a ser localizado para o Japão, distribuído pela Warner Bros. e exibido na emissora Tokyo MX.
No dia 1 de fevereiro de 2015, Monty Oum que estava em coma por causa de uma reação alérgica, morreu durante um procedimento médico. Isso definiu o futuro da série como incerto por um breve período de tempo, até o dobrador Gray Haddock anunciar que a série iria continuar e que o terceiro volume estrearia em 2015, como planejado. A estreia do terceiro volume revelada no New York Comic Con, aconteceu a 24 de outubro de 2015. Os volumes seguintes também estrearam em outubro.
Nos países lusófonos a série é exibida através dos sítios eletrónicos de fluxo de média, Crunchyroll e Netflix.

## Produção
A série RWBY era um conceito que Monty Oum havia concebido por anos antes de iniciar o desenvolvimento. Após finalizar o final da décima temporada de Red vs. Blue para a Rooster Teeth, ele desenvolveu o método da codificação de cores aos nomes dos personagens e do design como um gancho para a série. Durante a produção da décima temporada de Red vs. Blue, Monty Oum perguntou ao criador da série, Burnie Burns se eles poderiam produzir RWBY após a conclusão dessa temporada. Burnie Burns, preocupado com o cronograma de produção, disse a Monty Oum "Se terminares a décima temporada, poderás fazer o que quiseres." A produção de RWBY começou conforme prevista, o primeiro trailer foi concluído em duas semanas e estreou após os créditos da décima temporada de Red vs. Blue em 5 de novembro de 2012.
Monty Oum desenhou as personagens, com ajuda da artista Eileen "Einlee" Chang. As personagens utilizam o design inspirado pelas personagens clássicas de conto de fadas: Ruby é Chapeuzinho Vermelho, Weiss é Branca de Neve, Blake é Bela e Yang, Cachinhos Dourados. Cada personagem tem uma cor associada, vermelho, branco, preto e amarelo e são as primeiras letras dessas cores em inglês que dão seu nome à série. A série foi escrita por Monty Oum, em colaboração de seus colegas Miles Luna e Kerry Shawcross na Rooster Teeth. Monty Oum inicialmente ficou preocupado com uma história focada em personagens femininas, que estava sendo desenvolvidas por uma equipa principalmente do sexo masculino, mas disse que eles conseguiram se sair bem no desenvolvimento das personagens femininas. A série foi animada pela equipa de animação da Rooster Teeth, usando o suporte lógico Poser da Smith Micro Software. Após a morte de Oum, a série passou a ser primariamente animada no Autodesk Maya, que já era usado para criar modelos e cenários. A música da série foi composta por Jeff Williams, que já havia composto as bandas sonoras das temporadas oito a dez de Red vs. Blue, com vocais por sua filha Casey Lee Williams.
Uma série de quatro trailers promocionais, um para cada protagonista, foram lançados na sequela da estreia da série. Eles foram produzidos principalmente por Monty Oum e seu assistente de animação, Shane Newville. Cada trailer começa por revelar uma das quatro protagonistas e depois mostra uma sequência de ação pormenorizada. O trailer de "Red" foi mostrado após os créditos da décima temporada final de Red vs. Blue em novembro de 2012. Seguido pelo trailer de "White" em fevereiro de 2013. A "Black" foi revelada no painel do festival PAX East no final de março e foi a primeira a ser incluída no diálogo de dobradores. Após o trailer de "Black", Oum notou com pesar, que os dois primeiros trailers eram mais curtos e tinha menos desenvolvimento da personagem. O trailer de "Yellow" foi mostrado no painel Project A-Kon pela Rooster Teeth em 1 de junho de 2013. As músicas dos trailers foram distribuídas através de descarga digital.
O primeiro episódio estreou em 5 de julho de 2013, na convenção RTX de 2013. Duas semanas, em 18 de julho, estava disponível online.

## Enredo
A história se passa num mundo chamado Remnant, que é povoado por forças sobrenaturais e criaturas sombrias conhecidas como "Criaturas de Grimm". Antes dos eventos da série, a humanidade travou um combate de sobrevivência contra o Grimm, antes de descobrir o poder de um elemento misterioso chamado Dust, que permitiu-lhes lutar contra os monstros. Nos dias atuais, Dust é usado para alimentar habilidades mágicas e armas. Aqueles que utilizam essas habilidades para combaterem contra o Grimm são conhecidos como Huntsmen (Caçadores) ou Huntresses (Caçadoras). A série foca-se em quatro garotas, cada uma com sua própria arma única e poderes, estudando para se tornar caçadoras na Academia Beacon na cidade de Vale: a empolgada e idealista Ruby Rose, a fria e controladora Weiss Schnee, a reservada Blake Belladonna, e a combativa meia-irmã de Ruby Yang Xiao Long. Juntas, elas formam a equipa RWBY , contemporâneas das equipas CRDL ("cardinal"), JNPR ("juniper"), e CFVY ("coffee").

## Elenco

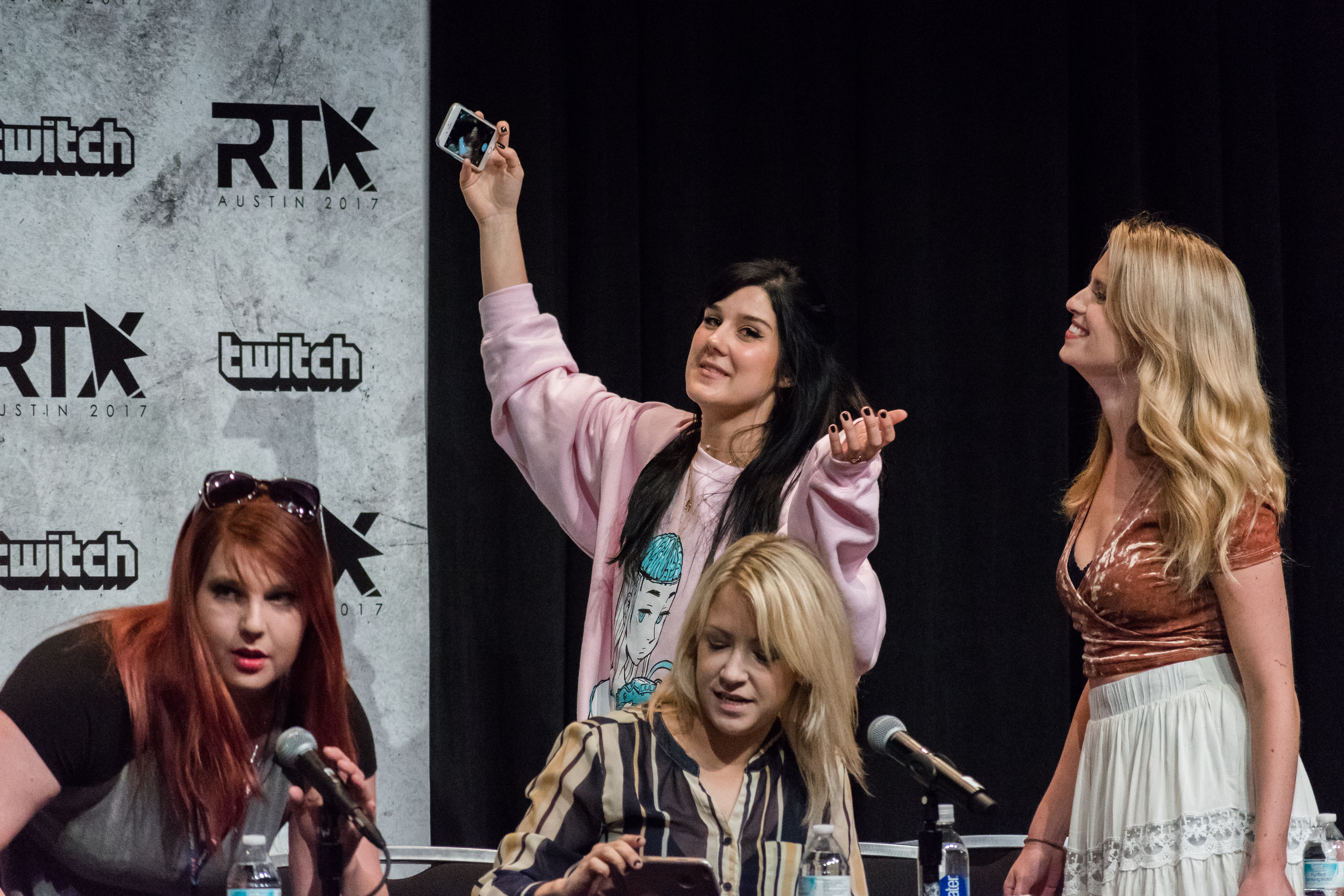
As quatro atrizes principais. Sentadas: Lindsay Jones e Kara Eberle. Em pé: Arryn Zech e Barbara Dunkelman.

### Elenco principal
- Lindsay Jones (Saori Hayami na versão japonesa)[25] como Ruby Rose
- Kara Eberle (Yōko Hikasa na versão japonesa)[25] como Weiss Schnee
- Arryn Zech (Yū Shimamura na versão japonesa)[25] como Blake Belladonna
- Barbara Dunkelman (Ami Koshimizu na versão japonesa)[25] como Yang Xiao Long

### Elenco de apoio
- Miles Luna (Hiro Shimono na versão japonesa)[26] como Jaune Arc
- Samantha Ireland (Aya Suzaki na versão japonesa)[26] como Nora Valkyrie
- Jen Brown (Megumi Toyoguchi na versão japonesa)[26] como Pyrrha Nikos
- Monty Oum e Neath Oum[a] (Sōma Saitō na versão japonesa)[26] como Lie Ren
- Michael Jones como Sun Wukong
- Kerry Shawcross como Neptune Vasilias
- Taylor McNee (Megumi Han na versão japonesa)[26] como Penny Polendina
- Shannon McCormick (Kazuhiko Inoue na versão japonesa)[26] como Professor Ozpin
- Kathleen Zuelch (Masumi Asano na versão japonesa)[26] como Glynda Goodwitch
- Gray G. Haddock (Shin-ichiro Miki na versão japonesa)[26] como Roman Torchwick
- Jessica Nigri (Yūko Kaida na versão japonesa)[26] como Cinder Fall
- J.J. Castillo (temporadas 1 e 2) e Yuri Lowenthal (desde a 3ª) como Mercury Black
- Katie Newville como Emerald Sustrai
- Garrett Hunter como Adam Taurus
- Vic Mignogna (temporadas 3 a 6) como Qrow Branwen
- Jen Taylor como Salem
- Aaron Dismuke como Oscar Pine
- Anna Hullum como Raven Branwen
- Burnie Burns como  Taiyang Xiao Long
- Melissa Sternenberg como Maria Calavera

## Prémios
Nos Prémios da International Academy of Web Television (Academia Internacional de Web TV) de 2014, a série RWBY venceu a categoria de melhor série animada.
No Streamy Awards de 2014, RWBY venceu a categoria de melhor série animada e Jeff Williams ganhou o prémio de melhor banda sonora original. A série venceu outro Streamy em 2017 por sua quarta temporada.